# Chamaelycus fasciatus
Chamaelycus fasciatus — вид змій родини Lamprophiidae. Мешкає в Західній і Центральній Африці.

## Поширення і екологія
Chamaelycus fasciatus мешкають в Сьєрра-Леоне, Гвінеї, Ліберії, Кот-д'Івуарі, Гані, Того, Камеруні, Екваторіальній Гвінеї, Габону, Центральноафриканській Республіці, Демократичній Республіці Конго і Республіці Конго, ймовірно, також в Нігерії і Беніні. Вони живуть в підліску вологих тропічних лісах, на висоті до 1200 м над рівнем моря. Ведуть наземний, нічний спосіб життя. Живляться дощовими черв'яками, яйцями плазунів, ящірками і комахами. Відкладають яйця.